# ANNMAL
ANNMAL – materiał wybuchowy, który jest mieszaniną azotanu amonu (AN), nitrometanu (NM) i aluminium (AL), oraz innych składników.
Przykładowa mieszanina ANNMAL:
- skład: 66% AN + 25% NM + 5% Al + 3% C + 1% TETA
- prędkość detonacji ładunku: 5360 m/s
- gęstość: 1,16 g/ml
- względny współczynnik efektywności: 0,87 (większy od współczynnika azotanu amonu, a nawet ANFO)